# Chromatomyia perangusta
Chromatomyia perangusta är en tvåvingeart som först beskrevs av Mitsuhiro Sasakawa 1972.  Chromatomyia perangusta ingår i släktet Chromatomyia och familjen minerarflugor.
Artens utbredningsområde är Taiwan. Inga underarter finns listade i Catalogue of Life.